# Reino da Borgonha

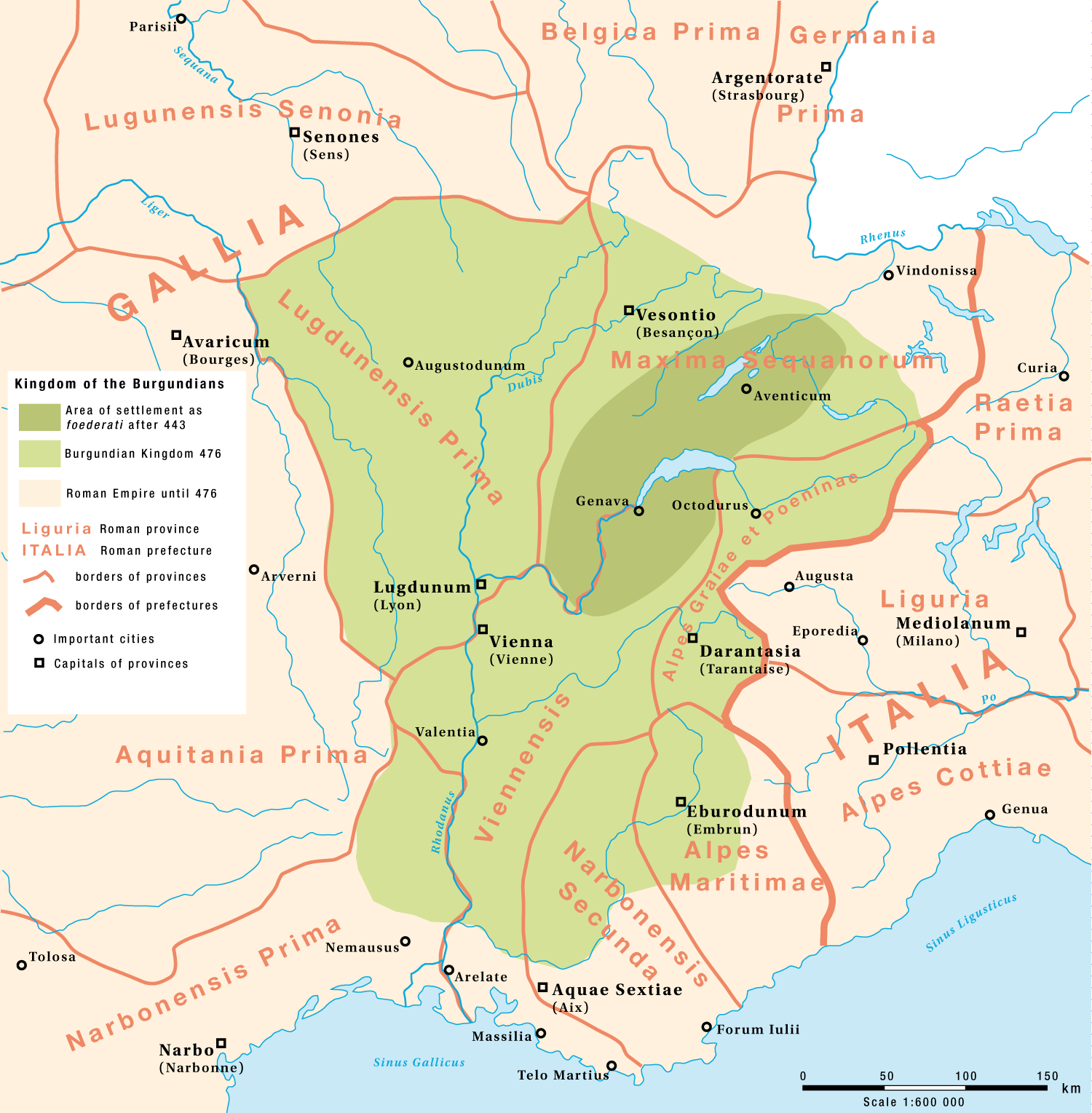
Mapa do Reino Burgúndio, o primeiro Reino da Borgonha, entre 443 e 476

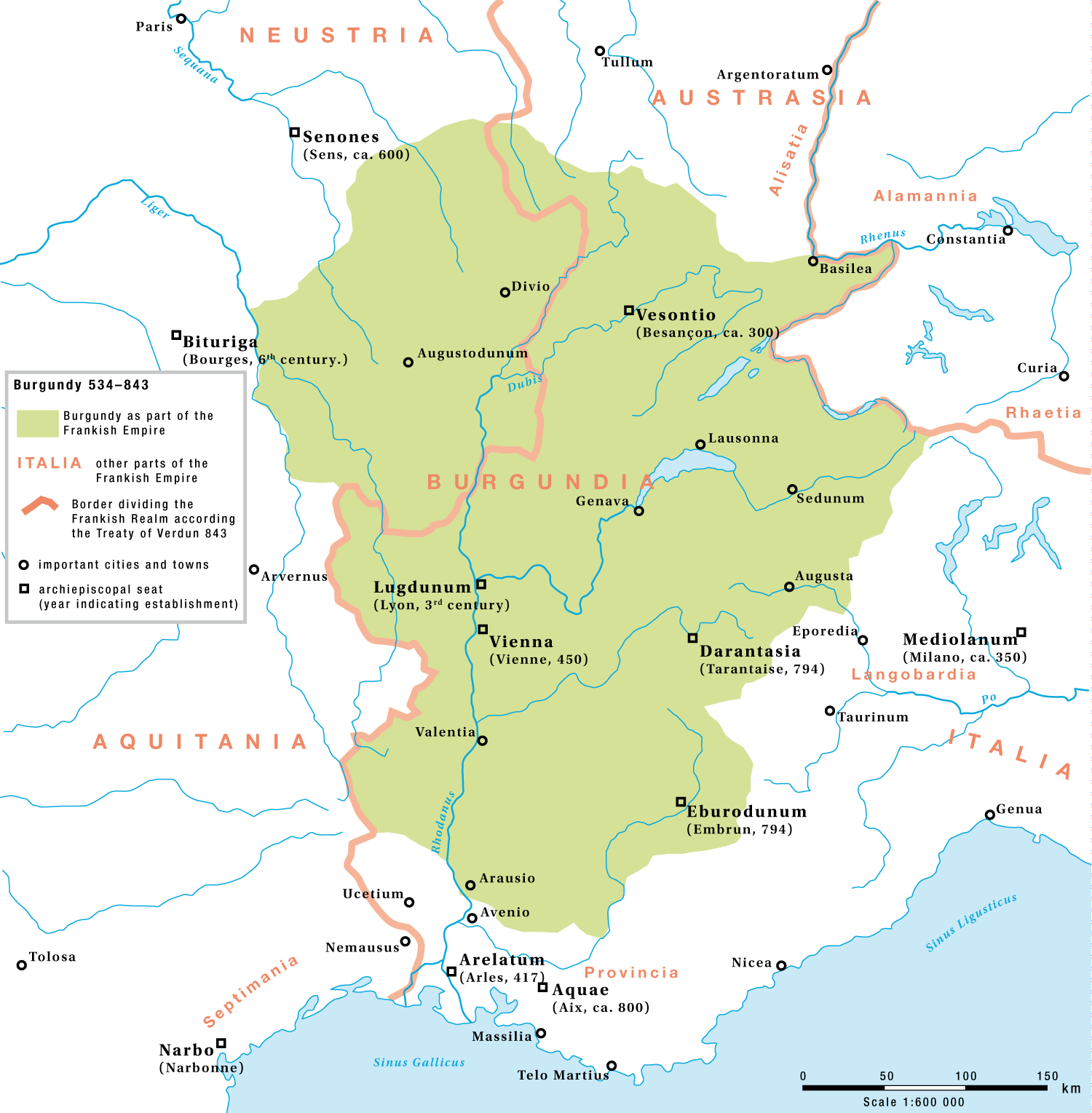
A Burgúndia como parte do Império Franco entre 534 e 843

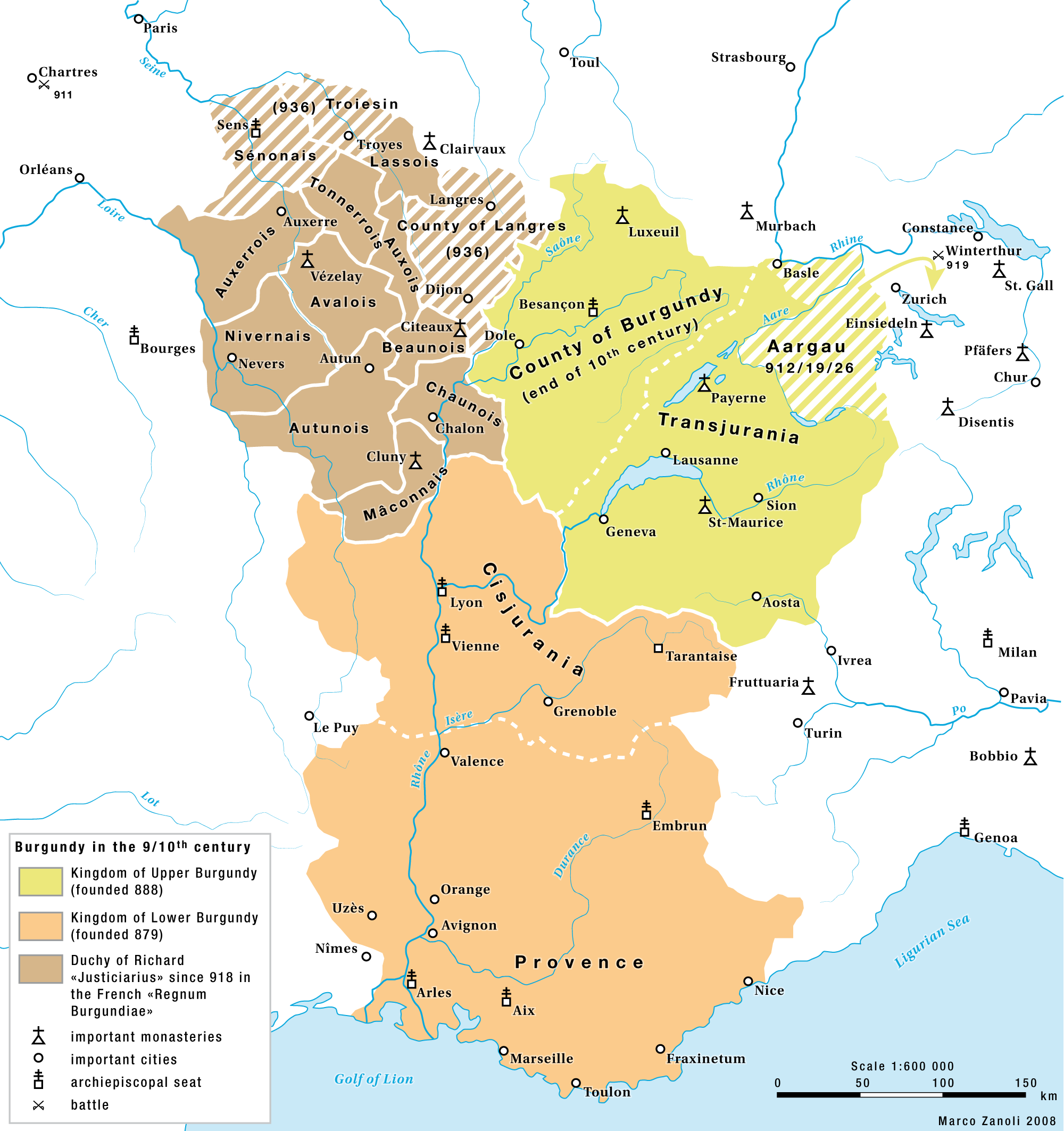
Os reinos da Alta Borgonha (ou Borgonha Transjurana) e Baixa Borgonha (inicialmente Reino da Provença e Borgonha) nos séculos IX e X
Alta Borgonha, em 888 (Transjurânia mais Condado da Borgonha)
Baixa Borgonha, em 879
Ducado da Borgonha de Ricardo, o Justiceiro

Reino da Borgonha (em latim: regnum Burgundiae; em francês: royaume de Bourgogne) ou Burgúndia (em francês: Burgondie) é uma designação aplicada a sucessivas entidades de caráter nacional centradas no território histórico da Borgonha, que atualmente se encontra no sul-sudeste de França. O nome da região e do reino deve-se aos burgúndios, um povo de origem escandinavo.
Ao longo da história a Borgonha existiu como entidade política sob várias formas e diferentes fronteiras. Duas destas entidades foram conhecidas como Reino de Borgonha — a primeira c. século VI e a segunda c. século X–XI. Há ainda autores que consideram um reino mais antigo, no século V, e no século XV esteve eminente a criação de um terceiro reino borgonhês. Quase todas estas entidades, não só reinos como condados e ducados, destacaram-se pela sua influência e riqueza.
Um primeiro reino da Borgonha foi criado no século V pelos burgúndios depois de se instalarem nas margens do lago Léman, na Sapaudia (ou Sabáudia, atual Saboia). O seu soberano mais glorioso, Gundebaldo, governou um território que se estendia de Langres a Marselha e do Reno ao Loire. Durante os seis séculos que se seguiram à instalação desse povo, os turbilhões da história originaram o aparecimento de diversas entidades geopolíticas de fronteiras em constante mudança que tomaram o nome de Borgonha. O tratado de Verdun, de 843, divide a região em duas grandes entidades territoriais: uma Borgonha franca a ocidente (que constituiria depois o ducado) e uma Borgonha imperial a oriente, da qual fazia parte o futuro Franche Comté (franco-condado) da Borgonha ou simplesmente Franco-Condado.
No século IX, a Borgonha imperial assiste ao nascimento de dois reinos no seu seio. O primeiro, a sul, estendia-se até à costa do mar Mediterrâneo e chamou-se "Borgonha-Provença" (Bourgogne-Provence) ou Reino de Arles. O segundo, chamado "Reino de Borgonha", situava-se originalmente na Helvécia (em Transjurânia, ou seja, para lá dos montes do Jura), mas integrou rapidamente outros domínios, como as terras da diocese de Besançon.
Em 933, durante o reinado de Rodolfo II, rei da Borgonha Transjurana, o Reino da Borgonha e o Reino de Arles são unidos, tomando essa união o nome de Reino da Borgonha e de Arles, que se submete à suserania de soberanos germânicos.

## O reino dos burgúndios
O reino dos burgúndios (regnum Burgondionum), que se pode considerar o primeiro reino da Borgonha, deve o seu nome ao povo burgúndio, que se instalou em 443 nas margens do lago Léman. Gundebaldo (r. c.  473–516) e o seu filho Sigismundo (r. 516–524) foram os soberanos mais marcantes deste reino. No seu apogeu, o reino ocupou uma área considerável, que tinha os seus limites a norte de Langres, e a sul se estendia até Marselha. A ocidente estendia-se até Nevers e a nordeste até às margens do lago de Constança.
A sua existência foi efémera: de 444 até 534. As pretensões dos francos  durante o reinado de Clóvis I, em 500 ou 501, foram continuadas pelos seus filhos Clodomiro, rei de Orleães, Quildeberto, rei de Paris e Clotário, rei de Soissons. Durante as campanhas militares levadas a cabo entre 532 e 534, os dois últimos acabaram por conseguir pôr termo ao reino burgúndio.

## Reino da Borgonha merovíngio
Os merovíngios integraram o reino burgúndio nos diferentes reinos merovíngios, mas conservaram a sua individualidade. A Burgúndia apresentava-se sempre como uma entidade geopolítica, da mesma forma que a Nêustria ou a Austrásia. Os monarcas merovíngios instalaram rei na Burgúndia. Os reis burgúndios mais conhecidos desse período foram Gontrão (r. 561–592) e Dagoberto (r. 629–639). Gontran residiu principalmente em Chalon-sur-Saône, onde reuniu concílios, e em Saint-Marcel (Saône-et-Loire) mandou erigir uma basílica e um mosteiro.
Em 613, depois da captura e condenação a morte da rainha Brunilda em Renève, deixou de haver rei residente na Borgonha. O rei da Nêustria Clotário II (r. 584–629) juntou a Borgonha aos seus estados. Em 687, na sequência da batalha de Tertry, é a vez do reino da Nêustria-Borgonha desaparecer. O vencedor, o austrasiano Pepino de Herstal, leva a cabo a união dos reinos francos. Em 751, o reino dos merovíngios chega ao fim, com a coroação de Pepino, o Breve, que inaugura a era dos soberanos carolíngios.
As personalidades borgonhesas mais marcantes deste período foram a rainha Brunilda e o bispo Leodegário (m. 677 ou 678)

## Os condados burguinhões sob os Carolíngios

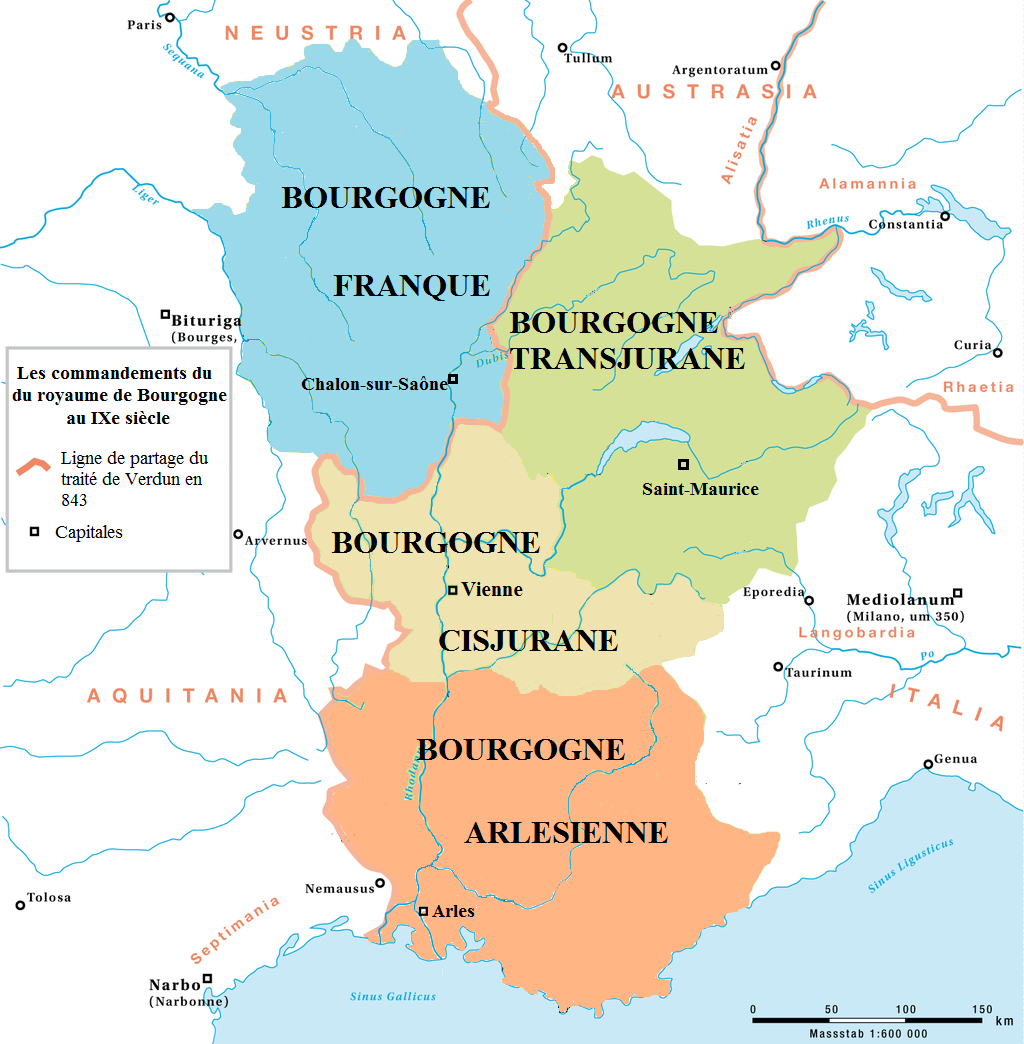
O mapa mostra a divisão do antigo reino da Borgonha em quatro grandes regiões administrativas no século IX, sob os Carolíngios: Franque, Transjurana, Cisjurana e Arlesiana. Ele ilustra visualmente a fragmentação territorial e administrativa após o declínio da autoridade central, destacando capitais e a linha do Tratado de Verdun (843). Essa representação evidencia a transição da unidade borgonhesa para uma organização baseada em condados subordinados diretamente ao poder carolíngio.

O reino da Borgonha desaparece como entidade geopolítica com os Carolíngios. O vasto território do antigo regnum francorum que perde o seu rei é dividido por Carlos Martel (m. 741) em diversas partes, cada qual com o seu governador: a Borgonha Transjurana, a Borgonha Cisjurana (que incluía a Provença), o futuro ducado e condado da Borgonha. Alguns textos dessa época ainda mencionam a Burgúndia ou regnum Burgundiae, mas estas denominações só têm expressão geográfica. A obra dos Carolíngios, marcada por uma forte centralização, consistiu em criar os condados burguinhões, os quais constituem as novas circunscrições administrativas, também chamadas pagi, decalcadas do modelo das antigas cividades galo-romanas. À frente desses condados estava um conde, que dependia diretamente do palácio, tal como os seus vizinhos congéneres. Os grandes da Borgonha, refratários a todo o tipo de autoridade centralizada, foram "postos na ordem" e forçados a obedecer.
Mas a dinastia carolíngia carregava nela própria os germes da sua destruição. As partilhas sucessivas do reino entre os herdeiros destruíram a unidade da monarquia que Carlos Magno e os seus antepassados tinha construído. As competições e as rivalidades, que abriram caminho ao feudalismo, irão permitir a emergência de dinastias condais ávidas de protagonismo.

## O Reino da Borgonha e de Arles
O tratado de Verdun de 843 rasga definitivamente a unidade do velho império de Carlos Magno. A sua obra política desmorona-se. A mutilação a que tratado sujeita a Borgonha faz nascer, a oeste do rio Saône, uma Borgonha francesa (ou Borgonha franca) e a leste do mesmo rio uma Borgonha imperial,  quinhão do imperador Lotário. Os herdeiros deste desaparecem um após outro sem descendentes, e cada um dos tios e irmãos tentam desapossar os seus parentes. Os Normandos assolam o norte, os Sarracenos ameaçam o sul, a anarquia reina por todo o lado e o trono dos Francos subsiste com grandes dificuldades. A morte de Luís II, o Gago em 879 só agrava a situação.

### O Reino da Provença dosBivinidas(879–928)

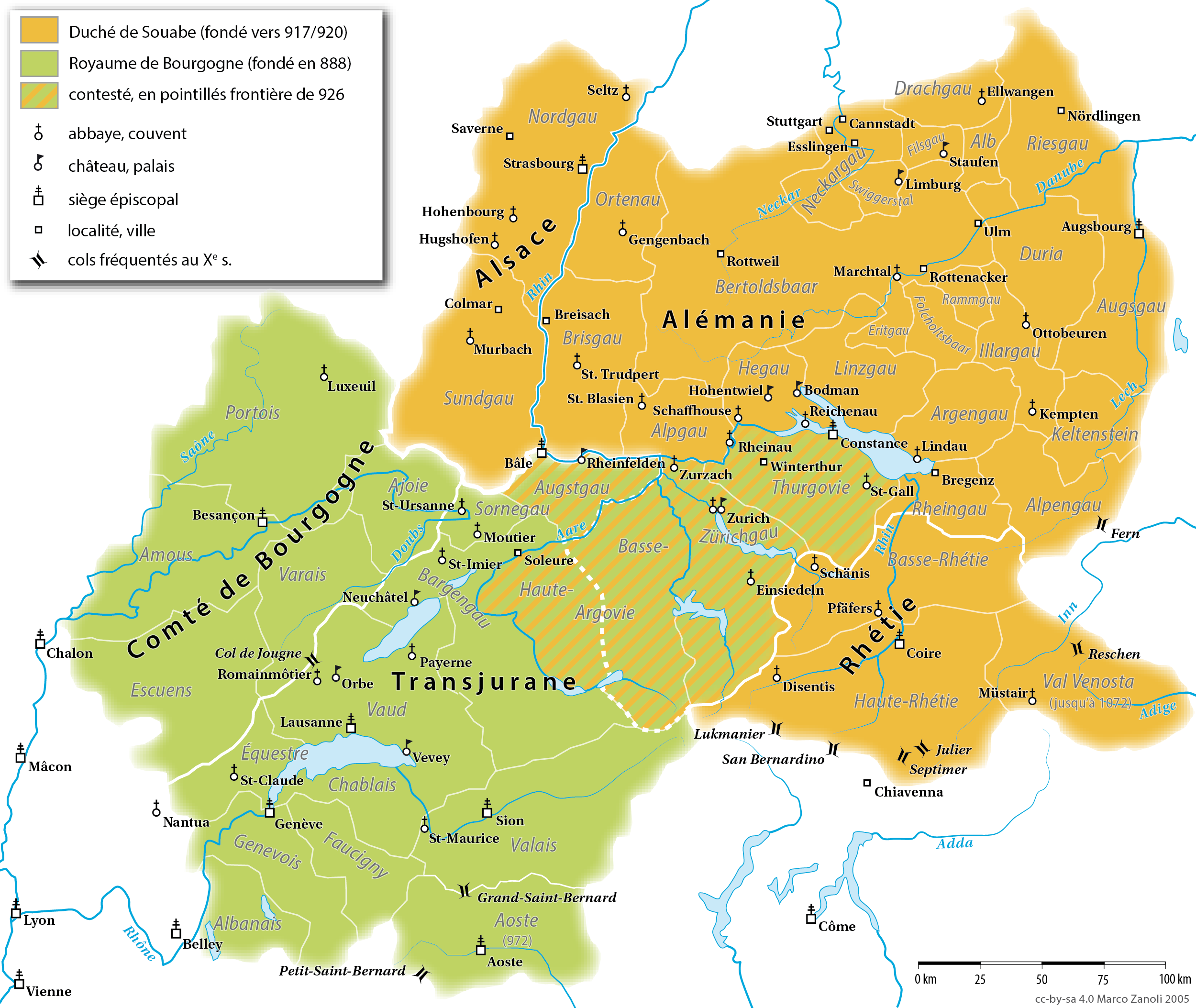
Reino da Alta Borgonha (Transjurânia mais Condado da Borgonha) e Ducado da Suábia entre 888 e 1032
Reino da Alta Borgonha
Ducado da Suábia (fundado em 917)

A 15 de outubro de 879, uma assembleia de notáveis e prelados reunida em Mantaille elege como rei o cunhado de Carlos, o Calvo, Bosão, conde de Autun que exercendo funções de duque no Lyonnais, Viennois e na Provença. Apesar de receber o título real, Bosão não assume a qualidade de rei da Borgonha Cisjurana. O seu "Reino da Provença", também chamado "Reino de Arles", estendia-se desde as margens do rio Doubs a norte até ao Mediterrâneo a sul, fazendo fronteira com a Helvécia e a Itália a leste e sudeste. Sob a sua coroa estavam reunidas uma parte da Borgonha, o Bugey, a Bresse, o Delfinado, a Tarentaise, a Provença e uma parte do Languedoc. Bosão instala a capital em Vienne e cria uma chancelaria dirigida por Adalgaire, o abade de Flavigny.
A atribuição do título real a Bosão provoca a união contra ele dos Carolíngios, cuja reação não tarda. Os príncipes carolíngios, entre eles o rei Carlomano, noivo da sua filha de Bosão, e Ricardo, o Justiceiro, irmão de Bosão, marcham sobre ele. No entanto, Bosão consegue manter a sua autoridade sobre uma parte dos seus domínios e conserva o seu título, bem como os territórios na Provença. O norte da Borgonha, tendo escapado à sua autoridade, nunca faz parte deste reino.
Quando Bosão morre em 887, é sucedido por Luís III, que é reconhecido como "rei da Provença" em Valença em 890, sob a tutela da sua mãe Ermengarda e reúne durante algum tempo os títulos de imperador e de rei de Itália. Mas o seu rival Berengário, duque de Friul manda rebentar-lhe os olhos em Verona em 905. Luís III, doente, delega a sua autoridade a Hugo de Arles, conde da Provença, até ao ano de 926, quando Hugo ocupa o trono de Itália.
Em 928, quando morre Luís, o Cego, Hugo afasta Carlos Constantino, herdeiro legítimo, filho de Luís, e apodera-se do Reino da Provença. Carlos Constantino consegue manter o governo de Vienne e do Viennois.

### O Reino da Borgonha Transjurana dos Guelfos (888–933)

As quatro Borgonhas nos séculos XI e XII. De norte para sul: Ducado da Borgonha, Condado da Borgonha, Borgonha Transjurana e Borgonha Cisjurana mais Provença. As últimas três são territórios do Sacro-Império a partir de 1032

Em 888, a morte do último sucessor de Carlos Magno, Carlos III, o Gordo, desprezado por causa da sua fraqueza face aos Normandos, incapaz de reprimir a audácia dos grandes vassalos, abandonado por todos, dá o sinal para a separação geral de diversos reinos que tinham estado sob o seu governo. Na Germânia, Arnulfo é proclamado rei, enquanto que os nobres franceses elegem Odo.
A Helvécia é o berço de uma nova monarquia, que forma um novo reino borgonhês. Os borgonheses da Transjurana, a região situada entre o  monte Jura e os Alpes Peninos, são liderados pelo duque Rodolfo. Este não é borgonhês; é membro à Casa de Guelfo. As peripécias da política permitiram ao seu pai Conrado II da Borgonha,  conde de Auxerre, apoderar-se do governo do ducado da Transjurana.
Quando foi conhecida a morte de Carlos, o Gordo, os nobres laicos e eclesiásticos do antigo ducado da Transjurana reuniram-se na basílica de São Maurício e em janeiro de 888 proclamaram rei Rodolfo I. O novo reino da Borgonha sobrevive apesar da fidelidade dos nobres ser vacilante e de enfrentar a hostilidade de Arnulfo. O reino, formado originalmente por condados sobre os quais Rodolfo exerce a sua autoridade, expande-se rapidamente integrando os condados da arquidiocese de Besançon (o futuro condado da Borgonha), após um acordo concluído em Ratisbona entre Rodolfo e Arnulfo, embora a soberania de Escuens tenha sofrido oscilações. A morte de Arnulfo em 899, e depois do seu filho Zuentiboldo em 900 permite a Rodolfo desembaraçar-se da pressão exercida pelo rei da Germânia sobre ele. Rodolfo morre a 25 de outubro de 912 e é sucedido pelo filho Rodolfo II.

### Anexação do Reino da Provença ao reino da Borgonha Transjurana (933–1032)

Os reinos franco e da Borgonha durante o reinado de Hugo Capeto r.

Rodolfo II cai progressivamente na dependência feudal do rei da Germânia e alarga as suas possessões. O Reino da Borgonha compreende então a Suábia, Brisgóvia, Alsácia e Helvécia. Em 933, Rodolfo II, então em disputa com Hugo de Arles pela coroa de Itália, obtém deste a cessão do antigo Reino da Provença em troca do abandono das pretensões ao trono italiano.
Segundo o historiador medievalista René Poupardin, citando Liuprando de Cremona (século X), Rodolfo tinha sido contactado pelos Italianos que lhe ofereceram a coroa de Itália: «Quando o rei Hugo soube disso, enviou-lhe emissários e deu a Rodolfo toda a terra que ele tinha tido na Gália antes de subir ao trono, ao mesmo tempo que recebia dele o juramento que jamais entraria de novo em Itália.» A partir daí, os dois reinos da Borgonha com as possessões dependentes da Provença são reunidos com o nome de "Reino da Borgonha e de Arles" sob a coroa de Rodolfo. O reino é herdado pelo filho de Rodolfo II, Conrado III (925–993) e depois pelo filho deste, Rodolfo III (970–1032).
Em 1032 Rodolfo III morre sem deixar descendência e é Conrado II, o Sálico,  duque da Francónia e imperador romano-germânico que herda o Reino da Borgonha, que na prática é anexado ao Sacro Império.

## O Reino de Arles no seio do Sacro Império

### A realeza de Arles assegurada efetivamente pelos imperadores (1032–1250)
O imperador toma posse do Reino da Borgonha e de Arles e o reino passa a fazer parte do Sacro Império Romano-Germânico. Desde então os imperadores da Alemanha vêm-se constantemente como reis de Arles, em virtude da doação de Rodolfo. Contudo, o domínio imperial é mais nominal do que real, só sendo exercidos atos de soberania pontualmente.
Os imperadores Conrado II, o Sálico e Henrique III, seu filho, são coroados sucessivamente em 1033 e 1038 reis da Borgonha e de Arles. No século XII Lotário de Süpplingenburg (1075–1137), sucessor da Casa da Francónia, toma o título de rei de Arles e nomeia como governador Conrado,  duque de Zähringen. Nesse século, os condes da Provença e de Toulouse, apesar de supostamente os seus condados serem do império, mostram grande relutância em render homenagem ao imperador. Através de sucessivas usurpações, o reino é reduzido à sua expressão mais simples: alguns castelos na Provença e no Contat (Condado Venaissino).
Os imperadores Conrado III (1093–1152) e Frederico Barba-Ruiva (1122–1190) tentam restaurar uma suserania que é enfraquecida pela distância. Conrado III constitui em feudos os castelos que lhe restam na Arquidiocese de Arles em 1144; os arcebispos de Arles tornam-se os representantes dos imperadores na Provença. Conrado III e Frederico Barba-Ruiva aproveitam as dissensões entre as famílias dos Baux e dos Berengário para efetivarem a suserania sobre a Provença e aí serem homenageados. Em 1162 Frederico Barba-Ruiva, por uma carta assinada em Turim confirma a Hugo II de Baux a investidura que Conrado III tinha acordado com Raimundo I de Baux, dando-lhe o condado da Provença e de Arles a título de feudo e reservando os direitos do império. Em 1178 Barba-Ruiva faz-se coroar Rei da Borgonha na catedral de São Trofimo de Arles pelo arcebispo Raimundo de Bollène.
Henrique VI (1165–1197), Otão IV (1177–1212) e Frederico II (1194–1250) sucedem a Frederico Barba-Ruiva. Logo que assume o trono, Frederico II declara-se rei de Arles em Basileia, onde tem a sua corte, e tenta erguer o reino. Demasiado ocupados em guerras longínquas, os sucessores de Barba-Ruiva mostram-se incapazes de manter a soberania na Borgonha. Frederico II é o último imperador a imiscuir-se com algum êxito nos assuntos da Provença.

### Enfraquecimento da autoridade imperial

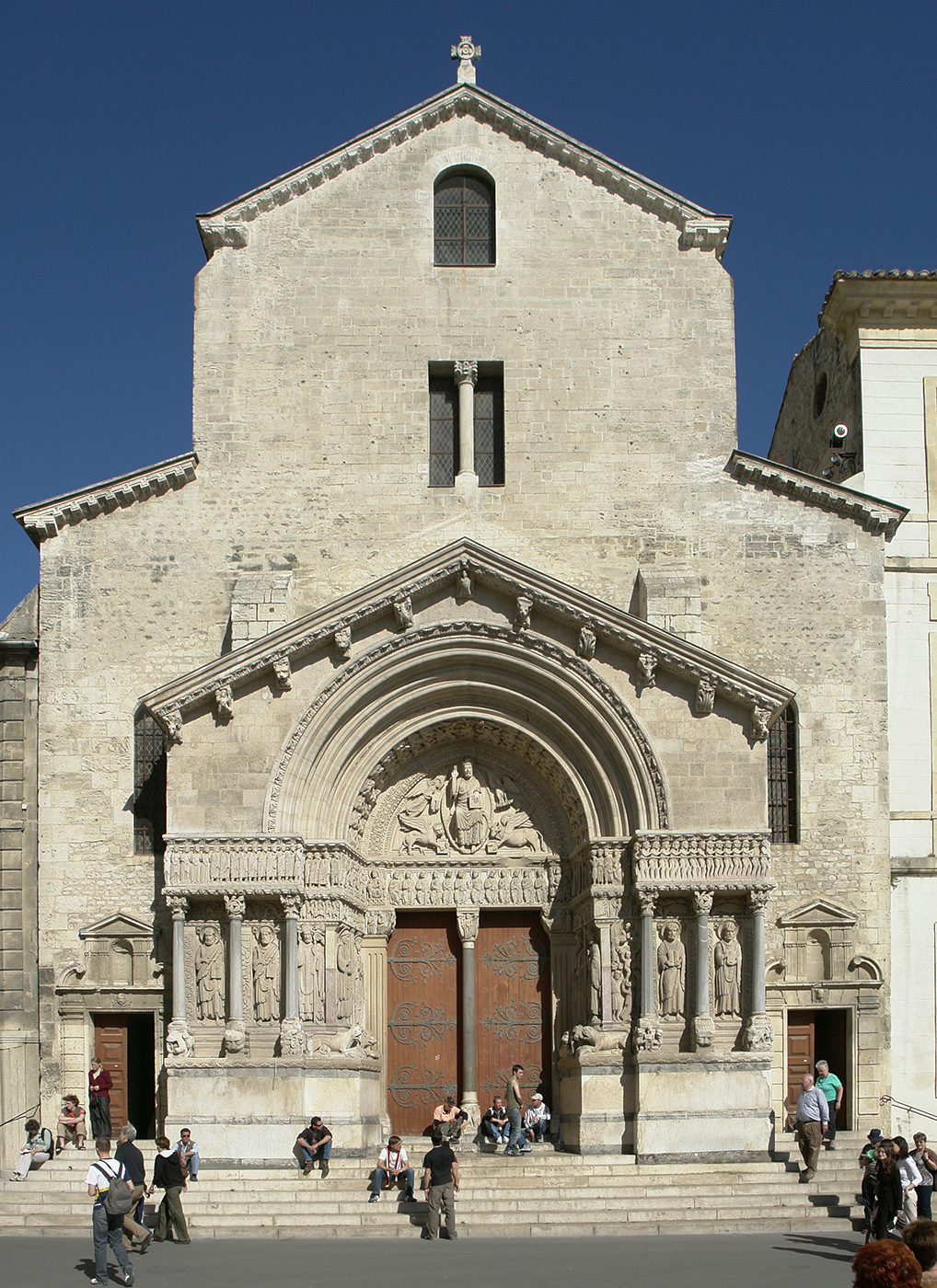
Fachada da antiga catedral de São Trofimo

A autoridade do Sacro Império sobre o "Reino da Borgonha e Arles" era mais honorífica do que direta e real. A suserania só era eficaz nas mãos dos imperadores poderosos e capazes de intervir no leste e sul de França, mas eclipsava-se facilmente com os príncipes fracos nos territórios mais distantes das fronteiras imperiais.
Depois de Frederico II, a autoridade imperial não era mais do que uma sombra. O poder dos arcebispos de Arles, privados de qualquer apoio material, declina com a queda da autoridade imperial na Provença ao mesmo tempo que o poder dos condes se reforça. Carlos I (1226–1285), da Casa de Anjou, sucede à de Barcelona. Carlos de Anjou é mais poderoso que qualquer dos seus predecessores e durante meio século a realeza arlesiana permanece adormecida.

### Os sobressaltos do Reino de Arles
As pretensões da viúva de São Luís, a rainha Margarida (1221–1295), uma das filhas de Raimundo Berengário IV da Provença trazem de volta as lembranças do estado arlesiano. Após a morte da sua irmã Beatriz, esposa de Carlos de Anjou, Margarida tenta recuperar o condado da Provença, fazendo com que o seu cunhado Carlos seja convocado à presença do papa e do imperador, Rodolfo de Habsburgo, a quem ela reconhece formalmente a suserania sobre a Provença. O imperador não se imiscui na querela mas devido ao facto de Carlos de Anjou ignorar o seu apelo, aproveita a ocasião para afirmar os seus direitos em enfeuda a Provença a Margarida até que Carlos se entendeu com ele. Em 1280 Rodolfo acorda então com Carlos atribuir-lhe os condados da Provença e de Forcalquier e confirma-lhe todos os privilégios acordados pelos seus antecessores aos Berengários.
Em 1312 o Reino de Arles ressurge. O sacro-imperador Henrique VII (1275–1313) pretende fazer valer os direitos do império sobre o Reino de Arles. Insatisfeito com o partido tomado em Itália por Roberto de Anjou, rei de Nápoles e conde da Provença, contra ele, condena-o à morte retira-lhe as suas terras na Provença, que oferece a Frederico II da Sicília, na condição de que este as conquistasse. Henrique confirma igualmente todos os direitos e privilégios do arcebispo de Arles. A ameaça não faz efeito.
O Reino de Arles deixa de ouvir falar dos imperadores germânicos até que o imperador Carlos IV intervém em 1355 e confirma mais uma vez todos os privilégios da igreja de Arles.
Joana de Anjou, rainha de Nápoles (r. 1344–1382) e o seu marido Luís de Tarento, ameaçados em Nápoles por Luís, o Grande, rei da Hungria, volta à Provença. Joana concorda em prestar homenagem a Carlos V para obter o governo da Provença. O imperador concede-lhe o condado num diploma emitido em Aix-en-Provence a 1 de fevereiro de 1355. Em 1365 Carlos IV volta à Provença e faz-se coroar na igreja de São Trofimo de Arles.

### Fim do Reino de Arles
Os assuntos mais importantes do império, aos quais ele prefere dar primazia, chamam o imperador Carlos IV à Alemanha. Impossibilitado de se preocupar com a Provença, decide desembaraçar-se dela e cede os seus direitos sobre a coroa de Arles a Luís de Anjou em 1366 que assume a posse da Provença livre de qualquer soberania.
A reunião da Provença à coroa de França em 1483 coloca um ponto final a qualquer ideia de restabelecimento do Reino de Arles, do qual se deixou de falar. E.-F. Grasset acrescenta: «é verdade que em 1532 Carlos V, tendo invadido a Provença, teve a pretensão de reivindicar o reino da Borgonha e diz-se até que praticou atos de soberania em Aix e em Marselha na qualidade de rei de Arles; mas não podemos encarar isso como uma iniciativa séria de restabelecer esse trono que se tinha desmoronado para sempre. Quanto aos atos deste príncipe, não há vestígios deles nos nossos arquivos.»

## Tentativa de recriação de um reino da Borgonha por Carlos, o Temerário (1471–1473)
Em novembro de 1471, o duque da Borgonha Carlos, o Temerário declara-se liberto da suserania do rei de França. A vontade de deixar de ser vassalo, mesmo que apenas formal, de dois soberanos europeus, o rei de França e o imperador alemão, é testemunhado por exemplo pelo facto de Carlos ter mandado fazer um diadema de riqueza prodigiosa, composto por ouro decorado de safiras e de rubis violeta encimado por veludo amarelo bordado com pérolas e no topo do qual se encontrava um enorme rubi encastoado num ornamento de ouro.
Em seguida Carlos retoma o projeto do seu pai de obter uma coroa real. Mas enquanto que o seu pai tinha em mente um reino fundado sobre a lembrança do reino carolíngio da Lotaríngia, Carlos prefere referir-se aos diferentes reinos da Borgonha: os Burgúndios, Merovíngios, Bivinidas e Guelfos. Se a existência do reino da Lotaríngia, entre 855 e 900, tinha sido esquecida, a memória dos diferentes reinos da Borgonha estava ainda presente e tinha a vantagem de lembrar pelo nome o título principal dos detentores dos estados burguinhões.
Em 1473, durante a conferência de Tréveris que decorreu entre 30 de setembro e 25 de novembro, o imperador Frederico III do Sacro Império, que se tinha recusado ajudar Carlos, o Temerário a ser eleito rei dos Romanos, aceita instituir um reino da Borgonha independente nas suas terras. O imperador aceitou ainda que esse reino tivesse suserania sobre os ducados da Lorena, Saboia (que então incluía o Piemonte, a Bresse, o Bugey, a parte ocidental do que é hoje a Suíça, com Genebra e Lausana) e Cleves e sobre as dioceses de Utreque, Liège,  Toul e  Verdun. Os duques da Saboia, Lorena e Cleves, bem como os quatro bispos, passariam a ser vassalos do rei da Borgonha. Carlos exigiu ainda a soberania da Borgonha sobre os cantões suíços. No entanto, o imperador rompeu as negociações na própria véspera da coroação e pôs-se em fuga a cavalo durante a noite, apanhando depois um barco no rio Mosela com o seu filho Maximiliano, que nos termos do acordo deveria casar com Maria, filha de Carlos.
Este projeto inspirou os planos de desmantelamento da França feitos por Hitler e Himmler durante a Segunda Guerra Mundial que passava pela criação de um Estado da Borgonha, aliado da Alemanha nazi que seria confiado a Léon Degrelle, que seria chanceler da Borgonha. Esse plano seria relembrado após a guerra por Léon Degrelle e pelo massagista de Himmler, Felix Kersten.